# Planet Pop
Albums de ATC
Touch the Sky
(2003)
Singles
1. Around the World (La La La La La)
Sortie : 15 février 2000
2. My Heart Beats Like a Drum (Dum Dum Dum)
Sortie : 20 septembre 2000
3. "Thinking of You"
Sortie : 3 novembre 2000
4. "Why Oh Why"
Sortie : 12 janvier 2001

Planet Pop est le premier album du groupe d'eurodance ATC.

## Liste des titres
| No  | Titre                                                               | Durée |
| --- | ------------------------------------------------------------------- | ----- |
| 1.  | Introducing ATC                                                     | 0:40  |
| 2.  | Around The World (La La La La La)                                   | 3:35  |
| 3.  | My Heart Beats Like A Drum (Dam Dam Dam)                            | 3:43  |
| 4.  | Thinking Of You                                                     | 3:42  |
| 5.  | Until                                                               | 3:49  |
| 6.  | Mistake No. 2                                                       | 3:58  |
| 7.  | Why Oh Why                                                          | 3:52  |
| 8.  | Without Your Love                                                   | 3:20  |
| 9.  | So Magical                                                          | 3:35  |
| 10. | Notte D'Amore Con Te                                                | 4:01  |
| 11. | Mind Machine                                                        | 3:34  |
| 12. | Let Me Come & Let Me Go                                             | 3:16  |
| 13. | Lonely                                                              | 3:50  |
| 14. | Lonesome Suite                                                      | 1:08  |
| 15. | Love Is Blind                                                       | 3:02  |
| 16. | With You                                                            | 3:45  |
| 17. | Heartbeat Outro                                                     | 1:06  |
| 18. | My Heart Beats Like A Drum (Dam Dam Dam) (International Radio Edit) | 3:56  |